# Тарвердян, Аршалуйс Погосович

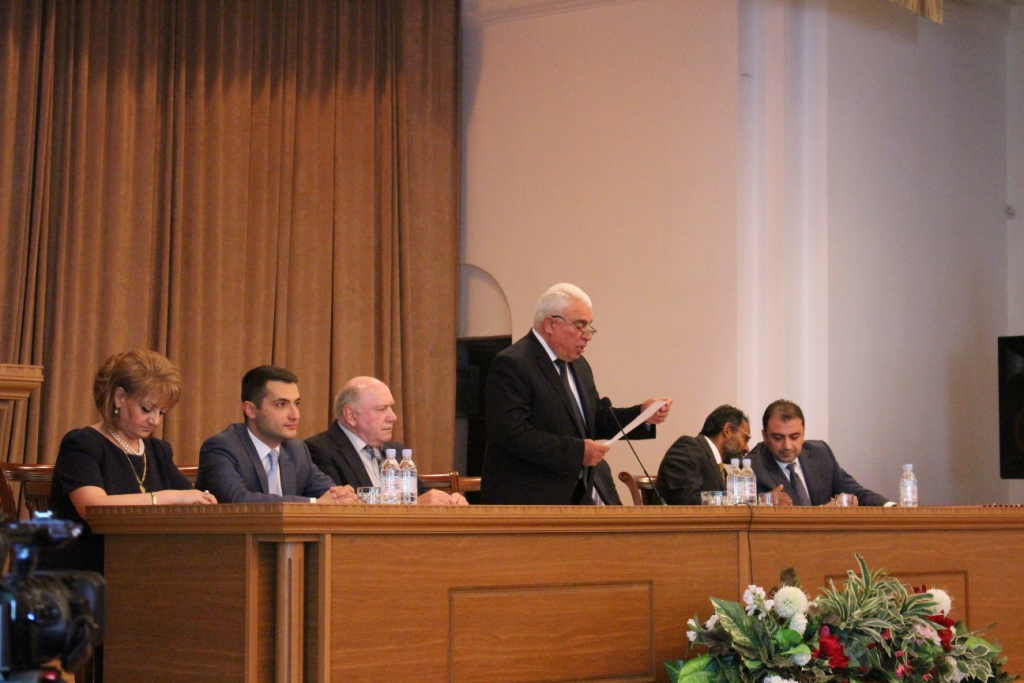
Тарвердян (стоя) произносит речь

Аршалуйс Погосович Тарвердян (арм. Արշալույս Պողոսի Թարվերդյան; род. 15 октября 1945, село Елпин, ныне Вайоц-Дзор, Армянская ССР, СССР) — ректор Национального аграрного университета Армении (1998—2018). Академик Национальной академии наук Республики Армения (2014), доктор технических наук, профессор.

## Биография
- 1963—1968 — обучался и окончил отдел автотранспорта факультета сельскохозяйственной механизации бывшего Армянского сельскохозяйственного института
- 1968—1969, 1970—1971 — министерство автотранспорта СССР, инженер технического отдела
- 1971—1977 — бывший Армянский сельскохозяйственный институт, заведующий лабораторией кафедры сопротивления материалов
- 1977 — ассистент кафедры сопротивления материалов
- 1979 — кандидат технических наук
- 1983 — доцент
- 1980 — заведующий подготовительным отделом бывшего Армянского сельскохозяйственного института. После формирования Армянской сельскохозяйственной академии был назначен на пост декана заочного обучения, в 1997 году — заведующим департаментом со статусом проректора
- 1997 — доктор технических наук
- 1998—2018 — ректор бывшей Армянской сельскохозяйственной академии, теперь Национального аграрного университета Армении
- 2002 — профессор
- 2006 — член-корреспондент НАН Армении.
- 2014 — академик НАН Армении.

Автор 152 научных трудов, в том числе 26 авторских свидетельств (9 — бывшего СССР); 5 монографий; 2 учебников.
А. П. Тарвердян занимался изучением архитектоники несущих органов (стеблей) растений и анатомо-морфологическими структурными строительно-механическими принципами, им обнаружены и изучены ранее неизвестные закономерности, которые защищены авторским патентом бывшего СССР. Они широко используются в проектировании и расчётах строительных и машиностроительных конструкций и деталей для обеспечения необходимой твёрдости и жёсткости при минимальном расходе материалов.

## Награды
- Медаль Анании Ширакаци (2000 год) — за большие заслуги в сфере высшего образования и высокие достижения в науке.
- Золотая медаль К. А. Тимирязева Россия (2004 год).[источник не указан 1991 день]
- Заслуженный деятель науки Республики Армения (3.09.2011) — за заслуги и долголетнюю педагогическую деятельность в области науки и образования, по указу Президента РА Сержа Саргсяна[1].
- Медаль «Благодарность Арцаха» (2011 год) — по указу Президента НКР Бако Саакяна.[источник не указан 1991 день]